# Caixa TATA

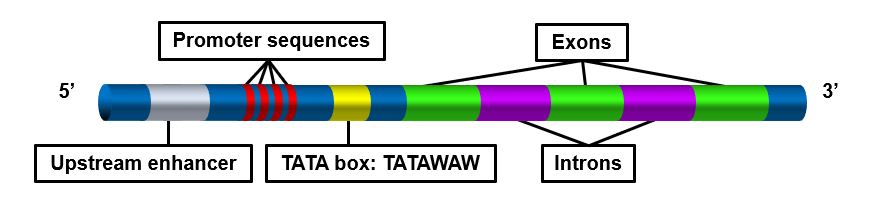
Figura 1. Elements estructurals de la caixa TATA. La seqüència de consens de la caixa TATA és TATAWAW, on W pot ser A or T.

En biologia molecular, la caixa TATA (també anomenada caixa de Goldberg-Hogness) és una seqüència d'ADN que es troba en la regió promotora de gens en arqueus i eucariotes. L'homòleg bacterià de la caixa TATA s'anomena caixa de Pribnow la qual té una seqüència de consens més curta.
La caixa TATA es considera una seqüència d'ADN que no codifica (també coneguda com a element regulador cis). Es denominà "caixa TATA" car conté una seqüència de consens caracteritzada per repetir parells de bases T i A. L'origen del terme "caixa" no és clar. A la dècada de 1980, mentre s'investigava seqüències de nucleòtids en loci del genoma del ratolí, ja s'anomena que es va trobar la seqüència de la caixa Hogness i es va "encaixar" a la posició -31, generant una expressió per altres seqüències. Quan es van comparar consens, nucleòtid i altres alternatives, les regions homòlogues van ser "empaquetades" pels investigadors. L'encaixat de seqüències dona una pista sobre l'origen del terme "caixa".
La caixa TATA fou identificada per primera vegada en 1978 com a component dels promotors eucariòtics. La transcripció és iniciada en la caixa TATA en els gen que contenen TATA. La caixa TATA és el lloc d'unió de la proteïna que uneix TATA (TBP) i altres factors de transcripció en alguns gens eucariotes. La transcripció gènica de l'ARN polimerasa II depèn de la regulació del promotor principal per elements reguladors de llarg abast com ara potenciadors i silenciadors. Sense una regulació adequada de la transcripció, els organismes eucariotes no serien capaços de respondre adequadament al seu entorn.
Basant-se en la seqüència i el mecanisme d'inici de la caixa TATA, mutacions com ara insercions, supressions i mutacions puntuals a aquesta seqüència de consens poden produir canvis fenotípics. Aquests canvis fenotípics poden convertir-se en un fenotip de malaltia. Algunes malalties associades a mutacions en el quadre TATA inclouen càncer gàstric, atàxia espinocerebel·losa, malaltia de Huntington, ceguesa, β-talassèmia, immunosupressió, síndrome de Gilbert i VIH-1. La proteïna que uneix TATA (TBP) també podria ser objectiu de virus com a mitjà de transcripció viral.

## Història

### Descoberta
El quadre TATA va ser la primera seqüència de centre promotor del nucli eucariòtic identificat el 1978 pel bioquímic nord-americà David Hogness mentre ell i el seu estudiant graduat, Michael Goldberg, estaven de permís sabàtic a la Universitat de Basilea a Suïssa. Primer van descobrir la seqüència TATA mentre analitzaven seqüències promotores d'ADN de 5 'en gens de Drosophila, mamífer i virus. La caixa TATA es va trobar en gens codificants de proteïnes transcrits per ARN polimerasa II.

### Història evolutiva
La majoria de les investigacions sobre la caixa TATA s'han realitzat sobre genomes de llevats, humans i Drosophila, però, s'han trobat elements similars en arqueus i eucariotes antics. En espècies archaea, el promotor conté una seqüència rica en AT de 8 pb situada a ~ 24 pb corrent amunt del lloc d'inici de la transcripció. Aquesta seqüència es va anomenar originalment Caixa A, que ara se sap que és la seqüència que interacciona amb l'homòleg de la proteïna que s'uneix al TATA arqueal (TBP). També, tot i que alguns estudis han desvetllat diverses similituds, n'hi ha d'altres que han detectat diferències notables entre la TBP arqueal i l'eucariota. La proteïna d'Archaea presenta una gran simetria en la seva seqüència primària i en la distribució de la càrrega electroestàtica, cosa important perquè la simetria més alta disminueix la capacitat de la proteïna per unir-se a la caixa TATA de manera polar. Tot i que el quadre TATA està present en molts promotors eucariotes, és important tenir en compte que no es troba a la majoria dels promotors. Un estudi va trobar que menys del 30% de les 1031 regions promotores potencials contenen una seqüència típica de caixa TATA en els humans. A Drosophila, menys del 40% dels 205 promotors principals contenen una caixa TATA. Quan hi ha absència de caixa TATA i la TBP no hi és present, l'element promotor descendent (corrent avall) (DPE) en cooperació amb l'element iniciador (Inr) s'uneix al factor de transcripció II D (TFIID), iniciant la transcripció en promotors mancats de TATA. El DPE s'ha identificat en tres promotors de Drosophila mancats de TATA i en el promotor IRF-1 humà mancat de TATA.

## Propietats

### Localització
Les seqüències promotores varien entre els bacteris i els eucariotes. En els eucariotes, la caixa TATA està situat a 25 parells de bases en sentit "ascendent" del lloc inicial que els complexos Rpb4 / Rbp7 utilitzen per iniciar la transcripció. En els metazous, el quadre TATA està situat a 30 parells de bases aigües amunt del lloc d'inici de la transcripció. En el llevat, S. cerevisiae, la caixa TATA té una posició variable que pot oscil·lar entre 40 i 100 pb en sentit positiu del lloc inicial. El quadre TATA també es troba en el 40% dels promotors bàsics de gens que codifiquen el citoesquelet de l'actina i l'aparell contràctil a les cèl·lules.
El tipus de promotor principal afecta el nivell de transcripció i expressió d'un gen. La proteïna d'unió amb el TATA, (TBP) poden reclutar-se de dues maneres: Pel SAGA, un cofactor per a RNA polimerasa II, o per la TFIID. Quan els promotors utilitzen el complex de caixa SAGA / TATA per reclutar RNA polimerasa II, són més altament regulats i mostren nivells d'expressió més alts que els promotors que utilitzen el mode de "crida" TFIID / TBP.

### Seqüències anàlogues
En bacteris, les regions promotores poden contenir una caixa Pribnow, que serveix a un propòsit anàleg a la caixa TATA eucariota. La caixa Pribnow té una regió de 6 pb centrada al voltant de la posició -10 i una seqüència de 8-12 pb al voltant de la regió -35 que es conserven en totes dues caixes.
Una caixa CAAT (també caixa CAT) és una regió de nucleòtids amb la següent seqüència de consens: 5' GGCCAATCT 3'. El quadre CAAT està situat a unes 75-80 bases aigües amunt del lloc d'inici de la transcripció i a unes 150 bases aigües amunt de la caixa TATA. S'uneix a factors de transcripció (CAAT TF o CTFs) i d'aquesta manera s'estabilitza el complex de preiniciació proper per a unir més fàcilment les ARN polimerases. Les caixes CAAT rarament es troben en gens que expressen proteïnes omnipresents en tots els tipus cel·lulars.

## Estructura

### Seqüència i prevalència

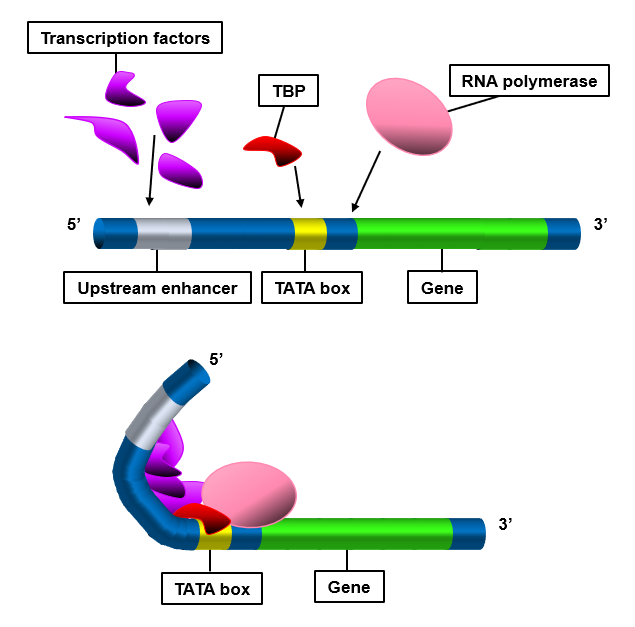
Figura 2. Mecanisme d'iniciació de la transcripció en la caixa TATA. Els factors de transcripció, la proteïna d'unió TATA (TBP) i l'ARN polimerasa II es reuneixen per començar la transcripció.

La caixa TATA és un component del promotor del nucli eucariota i generalment conté la seqüència de consens 5'-TATA(A/T)A(A/T)-3'. En el llevat, per exemple, un estudi va trobar que diversos genomes de Saccharomyces tenien la seqüència de consens 5'-TATA(A/T)A(A/T)(A/G)-3', tanmateix, només el 20% dels gens del llevat contenien la seqüència TATA. De la mateixa manera, en els humans només el 24% dels gens tenen regions promotores contenen la caixa TATA. Els gens que contenen la caixa TATA solen estar implicats en respostes a l'estrès i en certs tipus de metabolisme i estan més altament regulats en comparació amb els gens sense TATA. Generalment, els gens que contenen TATA no estan implicats en funcions cel·lulars essencials com ara el creixement cel·lular, la replicació de l'ADN, la transcripció i la traducció per la seva naturalesa molt regulada.
La caixa TATA sol situar-se entre 25 i 35 parells de bases sentit amunt del lloc d'inici de la transcripció. Els gens que contenen caixa TATA solen requerir elements promotors addicionals, inclòs un lloc iniciador situat aigües amunt del lloc d'inici de la transcripció i un element central descendent (DCE).
Aquestes regions de promotors addicionals funcionen conjuntament amb la caixa TATA per regular l'inici de la transcripció en eucariotes.

## Funció

### Paper en l'encetament de la transcripció
La caixa TATA és el lloc de formació del complex de preiniciació, que és el primer pas per a la iniciació de la transcripció en eucariotes. La formació del complex de preiniciació comença quan el factor de transcripció de múltiples subunitats II D (TFIID) s'uneix a la seva subunitat de proteïna que la uneix a TATA (TBP), tot dins del voltant de la zona de la caixa com és d'esperar. La TBP s'uneix a la ranura menor de la caixa TATA via una regió de làmines β antiparal·leles in the proteina. Tres tipus d'interacions moleculars hi contribueixen a que TBP s'uneixi a la caixa TATA:
1. Quatre residus de fenilalanina (Phe57, Phe74, Phe148, Phe 165) en TBP s'uneixen a l'ADN i formen rulls en l'hèlix, forçant la ranura menor a obrir-se.[15][16][17]
2. Quatre enllaços d'hidrogen sobre aminoàcids de la TBP es formen entre cadenes laterals polars (Asn27, Asn117, Thr82, Thr173) i bases en la ranura menor.[15]
3. Nombroses interaccions hidrofòbiques (~15) es formen entre els residus de TBP (destacant Ile152 i Leu163) i bases d'ADN, incloent-hi forces de van der Waals.[15][16][17]

A més, es facilita la unió de TBP estabilitzant interaccions amb l'ADN que flanqueja la caixa TATA, que consta de seqüències riques en G-C. Aquestes interaccions secundàries indueixen la flexió de l'ADN i el desenrotllament helicoidal. El grau de flexió de l'ADN depèn de l'espècie i la seqüència. Per exemple, un estudi va utilitzar la seqüència del promotor TATA d'adenovirus (5'-CGCTATAAAAGGGC-3') com a seqüència d'unió-model i es va trobar que la unió de TBP humana a la caixa TATA va induir una flexió de 97° cap a la ranura principal mentre que la proteïna TBP de llevats només va induir una flexió de 82°. Els estudis de cristal·lografia de rajos X dels complexos de TBP / Caixa TATA coincideixen generalment en que l'ADN experimenta una flexió de ~ 80 º durant el procés d'unió a TBP.
Els canvis de conformació induïts per la unió de TBP a la caixa TATA permeten factors de transcripció addicionals i l'ARN polimerasa II que s'uneixin a la regió promotora. El TFIID s'uneix primer a la caixa TATA, facilitat per l'enllaç de TFIIA a la part d'amunt del complex TFIID. El TFIIB s'uneix al complex TFIID-TFIIA-ADN a través d'interaccions tant a amunt com davall de la caixa TATA. L'ARN polimerasa II es recluta a aquest complex multi-proteïna amb l'ajut de TFIIF. A continuació s'uneixen factors de transcripció addicionals, primer TFIIE i després TFIIH. Això completa l'ensamblament del complex de preiniciació per a la transcripció eucariota. Generalment, la caixa TATA es troba a les regions promotores de l'ARN polimerasa II, tot i que alguns estudis in vitro han demostrat que l'ARN polimerasa III pot reconèixer seqüències TATA.
Aquest cúmul d'ARN polimerasa II i diversos factors de transcripció es coneix com el complex transcripcional basal (BTC). En aquest estat, només dona un nivell baix de transcripció. Altres factors han d'estimular la BTC per augmentar els nivells de transcripció. Un altre exemple d'aquest tipus de regió d'ADN estimulada per la BTC és la caixa CAAT. Factors addicionals, inclosos el complex Mediador, proteïnes reguladores transcripcionals i enzims modificadors de nucleosomes també milloren la transcripció in vivo.

### Interaccions
En tipus cel·lulars específics o en promotors específics, la TBP es pot substituir per un dels diversos factors relacionats amb la TBP (TRF1 a Drosophila, TBPL1 / TRF2 en metazous, TBPL2 / TRF3 en vertebrats), alguns dels quals interaccionen amb la caixa TATA de forma similar a TBP. La interacció de les caixes TATA amb diversos activadors o repressors pot influir en la transcripció de gens de moltes maneres. Els potenciadors són elements reguladors de llarg abast que augmenten l'activitat del promotor mentre que els silenciadors reprimeixen l'activitat del promotor.

## Mutacions

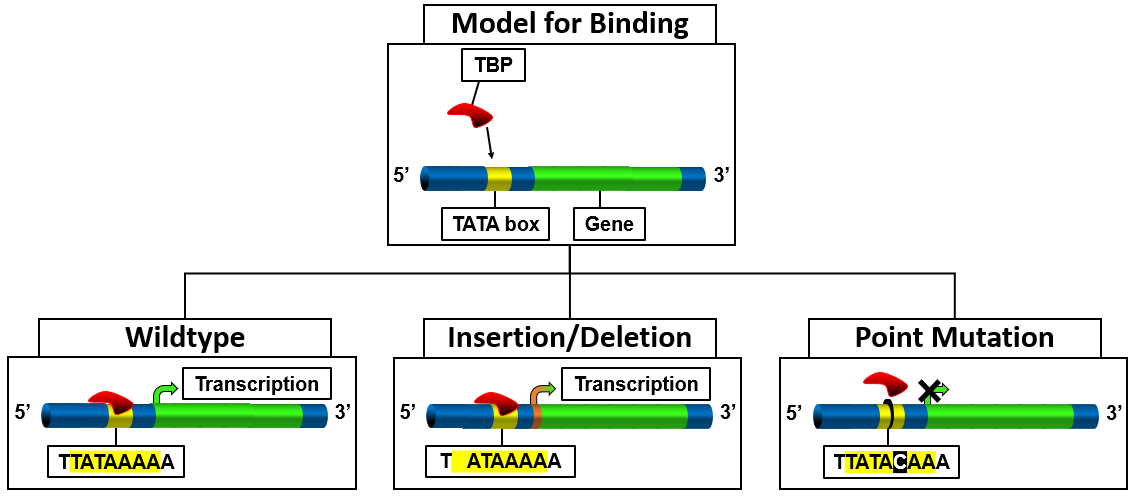
Figura 3. Efectes en la unió de TBP a la caixa TATA per causa de mutacions. El tipus salvatge mostra la transcripció que es fa normalment. Una inserció o supressió canvia el lloc de reconeixement de la caixa TATA que genera un lloc de transcripció canviat. Les mutacions puntuals produeixen el risc que el TBP no pugui vincular-se a la iniciació.

Les mutacions a la caixa TATA poden anar des d'una supressió o inserció fins a una mutació puntual amb efectes variables basats en el gen que ha estat mutat. Les mutacions canvien la unió de la proteïna enllaçable a la TATA (TBP) per iniciar la transcripció. Així, hi ha un canvi resultant en el fenotip basat en el gen que no s'està expressant (figura 3).

### Insercions o delecions
Un dels primers estudis sobre mutacions de la caixa TATA va examinar una seqüència d'ADN de l'Agrobacterium tumefaciens per al gen de l'octopina del tipus citoquinina. Aquest gen específic té tres caixes TATA. Un canvi de fenotip només es va observar quan es van suprimir les tres caixes TATA. Una inserció de parells de bases addicionals entre la darrera caixa TATA i el lloc d'inici de la transcripció va donar lloc a un canvi al lloc d'inici; per tant, en resultà un canvi fenotípic. A partir d'aquest estudi de mutació original, es pot veure un canvi en la transcripció quan no hi ha cap caixa TATA per afavorir la transcripció, però es produirà la transcripció d'un gen quan hi hagi una inserció a la seqüència. La naturalesa del fenotip resultant es pot veure afectada a causa de la seva inserció.
Les mutacions en els promotors de la dacsa afecten l'expressió dels gens promotors d'una manera específica per a cada planta i òrgan. Una duplicació de la caixa TATA condueix a una disminució important de l'activitat enzimàtica a l'scutellum i a les arrels, deixant sense afectar els nivells enzimàtics del pol·len. Una supressió de la caixa TATA comporta una petita disminució de l'activitat enzimàtica a l'scutellum i a les arrels, però una gran disminució dels nivells enzimàtics del pol·len.

### Mutacions puntuals
Les mutacions puntuals a la caixa TATA presenten canvis fenotípics similars segons el gen que està afectat. Els estudis també demostren que la col·locació de la mutació a la seqüència de caixa TATA dificulta la unió del TBP. Per exemple, una mutació de TATAAAA a CATAAAA dificulta completament l'enllaç, prou per canviar la transcripció; les seqüències veïnes poden resultar afectades. Tanmateix, es pot veure un canvi a les cèl·lules HeLa amb un TATAAAA a TATACAA que condueix a una disminució de 20 vegades en la transcripció. Algunes malalties causades per aquesta insuficiència per transcripció gènica específica són: Talassèmia, càncer de pulmó, anèmia hemolítica crònica, immunosupressió, hemofília B Leyden, i tromboflebitis i infart de miocardi.
Savinkova et al. han escrit una simulació per predir el valor KD per a una seqüència de caixa TATA seleccionada i TBP. Es pot utilitzar per predir directament els trets fenotípics resultants d'una mutació seleccionada en funció de la fermesa amb què la TBP estigui enllaçada a la caixa TATA.

### Malalties
Les mutacions a la regió de la caixa TATA afecten la interacció amb la proteïna d'unió amb TATA (TBP) per a la iniciació de la transcripció, cosa que pot provocar que els portadors tinguin un fenotip de malaltia.
El càncer gàstric està correlacionat amb el polimorfisme de la caixa TATA. La caixa TATA té un lloc d'unió per al factor de transcripció del gen PG2. Aquest gen produeix sèrum PG2, que s'utilitza com a biomarcador de tumors en càncer gàstric. Les seqüències de caixa TATA més llargues es correlacionen amb nivells més alts de sèrum PG2 que indiquen condicions de càncer gàstric. Els individus portadors amb seqüències de caixa TATA més curta poden produir nivells més baixos de sèrum PG2.
Diversos trastorns neurodegeneratius estan associats a mutacions de la caixa TATA. S'han destacat dos trastorns: l'atàxia espinocerebel·losa i la malaltia de Huntington. En l'atàxia spinocerebel·losa, el fenotip de la malaltia és causat per l'expansió de la repetició de poliglutamina a la proteïna que s'uneix a TATA (TBP). Es produirà una acumulació d'aquestes cèl·lules TBP amb poliglutamina, tal com mostren els agregats de proteïnes en seccions cerebrals dels pacients, amb la qual cosa es produeix una pèrdua de cèl·lules neuronals.
La ceguesa pot ser causada per una formació excessiva de cataractes quan la caixa TATA està dirigida per microRNAs per augmentar el nivell de gens d'estrès oxidatiu. Els microRNA poden orientar-se a la regió no traduïda i unir-se a la caixa TATA per activar la transcripció dels gens relacionats amb l'estrès oxidatiu.
Els SNP a les caixes TATA s'associen a la talassèmia B, immunosupressió i altres trastorns neurològics. Els SNP desestabilitzen el complex TBP / TATA que disminueix significativament la velocitat a la qual les proteïnes d'unió a TATA (TBP) s'uneixen a la caixa TATA. Això condueix a menors nivells de transcripció que afecten la gravetat de la malaltia. Els resultats d'estudis han demostrat la interacció in vitro fins ara, però els resultats poden ser comparables a aquells in vivo.
La síndrome de Gilbert està correlacionada amb el polimorfisme de la caixa TATA UTG1A1. Això suposa un risc per desenvolupar icterícia en els nounats.
Els microRNA també tenen un paper en la reproducció de virus com el VIH-1. S'han trobat nous microRNA codificats pel VIH-1 que milloren la producció del virus i que activen la latència del VIH-1 en dirigint-se a la caixa TATA.